# برنیکه دوم
برنیکه دوم (انگلیسی: Berenice II؛ ‏ یونانی: Βερενίκη Ευεργέτις؛ ‏ حوالی ۲۶۷/۲۶۶ پیش از میلاد – ۲۲۱ پیش از میلاد) نجیب‌زادهٔ اهل امپراتوری بطلمیوسی بود که از ۲۵۸ تا ۲۴۶ قبل از میلاد ملکه حاکم برقه و از ۲۴۶ تا ۲۲۲ پیش از میلاد همسر بطلمیوس سوم اورژتس بود. او را گاه نایب السلطنه شوهر بطلمیوسی خود می‌دانند.
او پس از مرگ پدرش ماگاس سیرنه در سال ۲۵۰/۲۴۹ پیش از میلاد، با دمتریوس زیبا عادل ازدواج کرد و تاج و تخت برقه را به او داد. پس از یک جنگ کوتاه قدرت با مادرش، برنیکه با پسر عموی ناتنی خود بطلمیوس سوم، سومین فرمانروای پادشاهی بطلمیوسی ازدواج کرد. این ازدواج منجر به الحاق مجدد برقه به امپراتوری بطلمیوسی شد. به عنوان ملکه مصر، برنیکه به‌طور فعال در امور حکومتی دخالت داشت، در آیین‌های بطلمیوسی در کنار همسرش حضور داشت و به سبب شایستگی‌های خود همچون یک الهه مورد پرستش بود. او بیشتر به خاطر قربانی کردن موهایش به عنوان نذری شهرت دارد که منجر به نامگذاری صورت فلکی گیسو به نام او شد. برنیکه اندکی پس از به قدرت رسیدن پسرش بطلمیوس چهارم فیلوپاتور در سال ۲۲۱ پیش از میلاد توسط نایب‌السلطنه سوسیبیوس به قتل رسید.

## زندگی
برقه در ۳۲۳ قبل از میلاد توسط بطلمیوس یکم سوتر اندکی پس از مرگ اسکندر مقدونی به قلمرو بطلمیوسی ادغام شد. کنترل این منطقه دشوار بود و در حدود ۳۰۰ سال قبل از میلاد، بطلمیوس اول منطقه را به ماگاس سیرنه، پسر همسرش برنیکه اول از طریق ازدواج قبلی سپرد. پس از مرگ بطلمیوس یکم، ماگاس استقلال خود را اعلام کرد و با جانشین خود بطلمیوس دوم فیلادلفوس وارد جنگ شد. در حدود سال ۲۷۵ پیش از میلاد، ماگاس با آپاما دوم، که از سلسله سلوکیان که دشمن بطلمیوس شده بودند، ازدواج کرد. برنیکه دوم تنها فرزند آنها بود. هنگامی که بطلمیوس دوم در اواخر دهه ۲۵۰ پیش از میلاد تلاش‌های خود را برای دستیابی به توافق با ماگاس از کورنا تجدید کرد، و مطابق معاهده قرار شد که برنیکه با پسر عموی خود، بطلمیوس سوم اورژتس که وارث بطلمیوس دوم بود، ازدواج کند.
ستاره‌شناس یولیوس هیگینوس ادعا می‌کند که وقتی پدر برنیکه و سربازانش در نبرد شکست خوردند، برنیکه سوار بر اسب شد، نیروهای باقی مانده را جمع کرد، بسیاری از دشمن را کشت و بقیه را وادار به عقب‌نشینی کرد. صحت این داستان نامشخص است و نبرد مورد بحث مکتوب نیست، اما «در ظاهر غیرممکن نیست.»

## مرگ
بطلمیوس سوم در اواخر سال ۲۲۲ قبل از میلاد درگذشت و پسرش با برنیکه، بطلمیوس چهارم فیلوپاتور جانشین او شد. برنیکه بلافاصله پس از آن، در اوایل سال ۲۲۱ قبل از میلاد درگذشت. پولیبیوس بیان می‌کند که او به عنوان بخشی از پاکسازی عمومی خانواده سلطنتی توسط نایب‌السلطنه پادشاه جدید سوسیبیوس مسموم شد. او همچنان در فرقه حاکم دولتی مورد احترام بود. تا سال ۲۱۱ پیش از میلاد، او کشیشه مخصوص به خود را داشت که نامش آتلوفوروس («دارنده جایزه») بود که در مراسم رسمی در اسکندریه پشت سر کشیش اعظمِ اسکندر مقدونی و بطلمیوس، و کانفوروس آرسینوی دوم راه می‌رفت.